# 굴노라 카리모바
굴노라 이슬로모브나 카리모바(우즈베크어: Gulnora Islomovna Karimova, 우즈베크 키릴: Гулнора Исломовна Каримова, 1972년 7월 8일~), 또는 굴나라 이슬라모브나 카리모바(러시아어: Гульнара Исламовна Каримова)는 우즈베키스탄의 기업가, 패션 디자이너, 외교관이다. 1991년부터 2016년까지 우즈베키스탄 대통령을 지낸 이슬람 카리모프의 장녀이다.
대학생 시절 공부한 경영학 지식과 아버지 카리모프의 정치적 영향력을 기반으로 외교관, 패션 사업에 종사했고 2013년 아버지와 다툰 이후 사회적 영향력이 축소되었다. 2014년 11월 타슈켄트에 있는 자신의 집에 연금되었고 2016년 12월 스위스 법원으로부터 돈세탁 혐의로 조사받았다. 2017년 미국 재무부로부터 미국 기업 및 단체 거래 금지 대상자로 지정되었고 사기죄와 돈세탁으로 우즈베키스탄 법원에서 징역 10년 형을 선고받았다. 2018년 가택 연금 5년형으로 형량이 감면되었으나 2019년 3월 가택 연금 조건을 위반하여 수감되었다.

## 학력
- 우즈베키스탄 국립대학교 산업공학과 학사
- 뉴욕 주립 패션 공과대학교 산업디자인학과 미술학 석사
- 하버드 대학교 대학원 행정학 석사